# Triana (Siviglia)

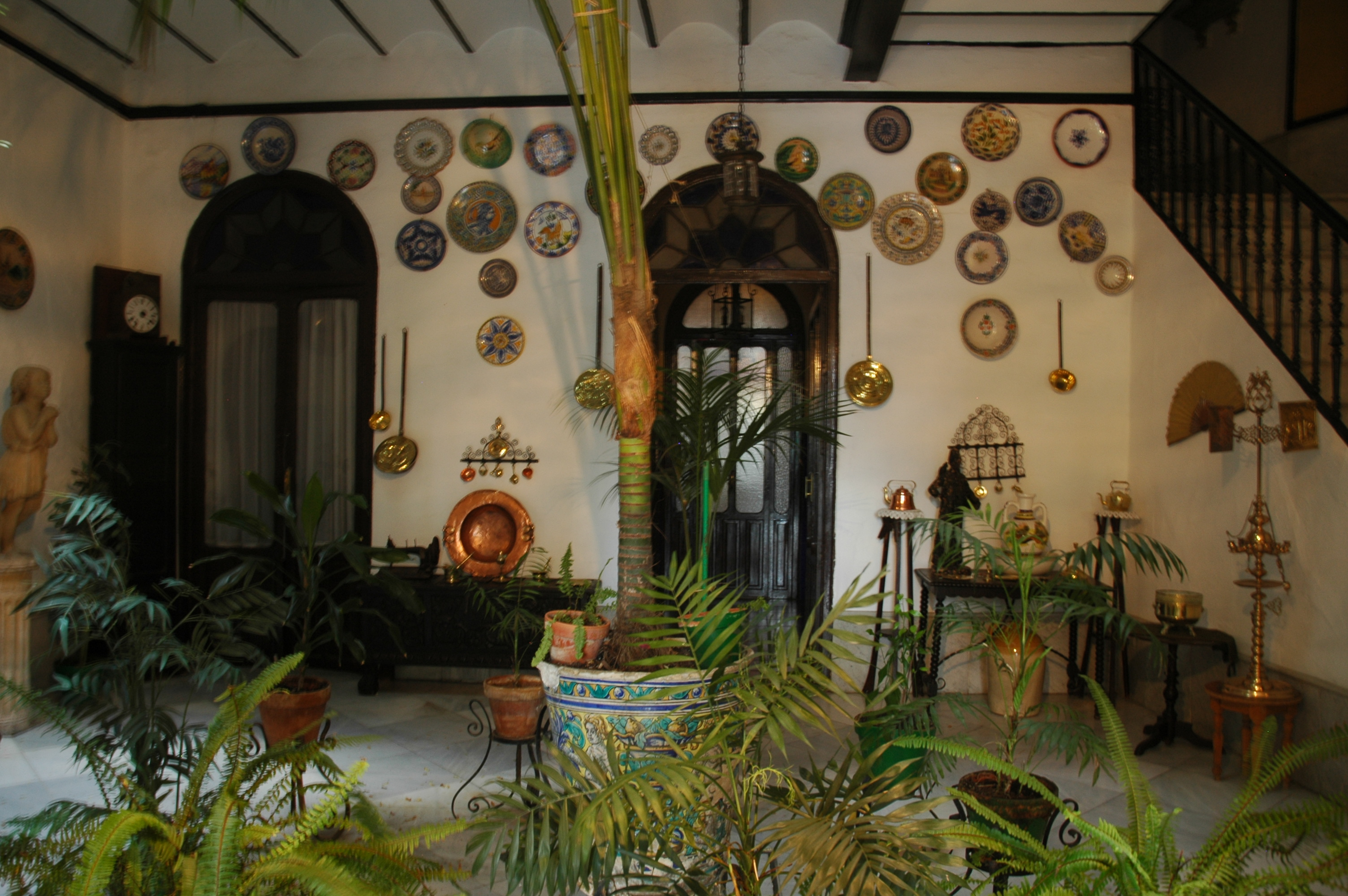
L'interno di un cortile nel quartiere di Triana, Siviglia

Triana è un quartiere della città spagnola di Siviglia, situato sulla riva destra del fiume Guadalquivir.
Il nome deriva da una colonia romana fondata da Traiano, nativo della vicina città di Italica. 
Di Triana erano le sorelle Giusta e Rufina, martirizzate nel 287 d.C. durante la persecuzione di Diocleziano e patrone della città, e Rodrigo de Bastidas, scopritore di Panama e della Colombia. Proveniva da questo quartiere anche Rodrigo de Triana, colui che avvistò per primo l'America da una delle caravelle di Colombo.
Il quartiere è collegato al resto della città dal Puente de Isabel II costruito tra il 1845 e il 1852 dagli ingegneri Gustavo Steinacher e Ferdinand Bennetot e vi si trovano:
- la Chiesa di Sant'Anna, risalente al XIII secolo (la più antica della città) e parzialmente ricostruita dopo il terremoto di Lisbona del 1755;
- il Convento de las Minimas, costruito nel 1755;
- la Chiesa di San Giacinto, ricostruita nel 1775 ad opera dell'architetto Matías de Figueroa;
- i resti del Castello di San Giorgio, sede dell'Inquisizione spagnola.

Il quartiere ebbe carattere popolare, abitato da marinai e operai e divenne famoso per aver dato i natali a diversi toreri e ballerini di flamenco.
Vi aveva sede la Hispano Aviación, azienda aeronautica attiva nella produzione di velivoli militari.